# Nico Semsrott

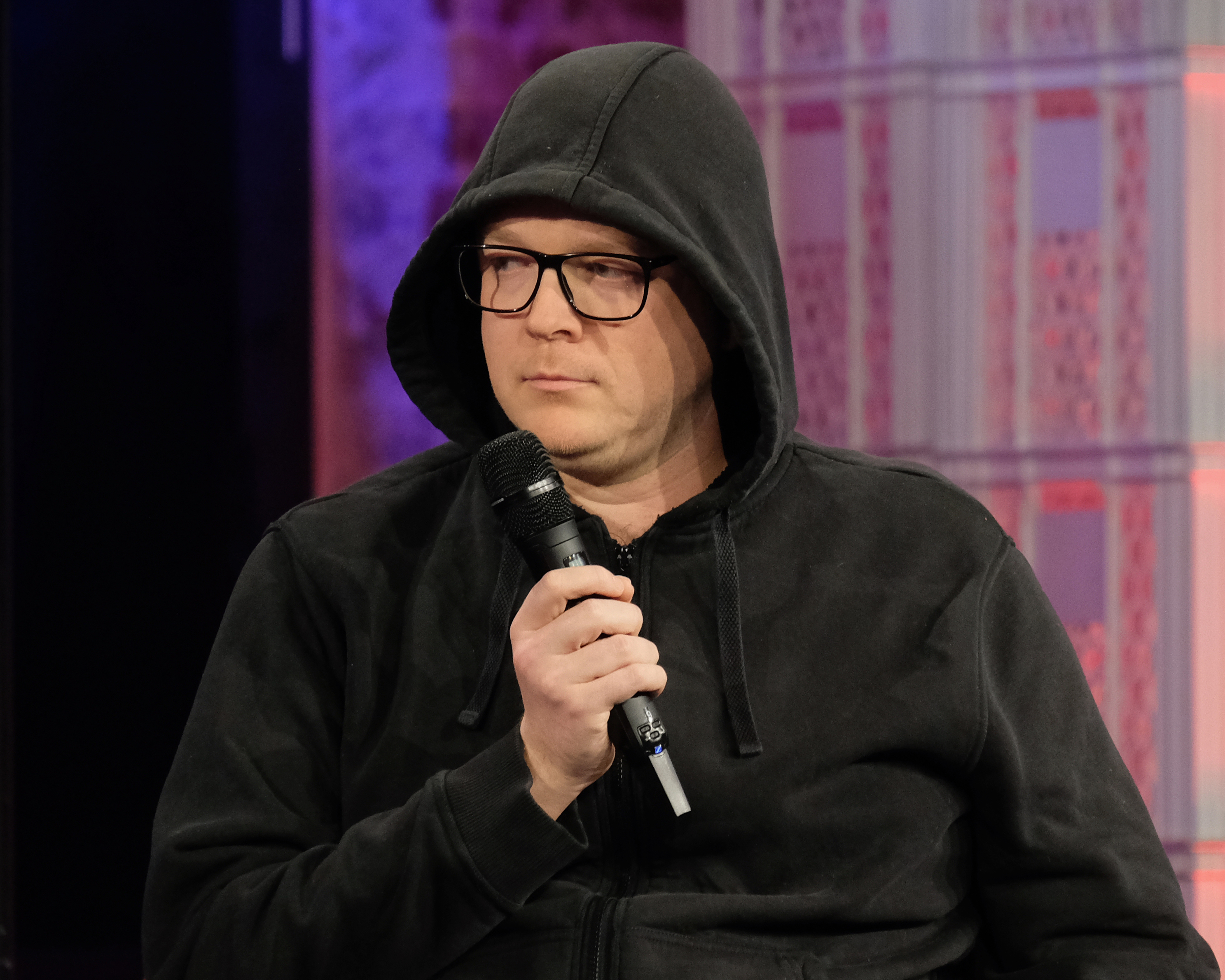
Nico Semsrott in seinem Erkennungszeichen – der schwarzen Kapuzenjacke (2025)

Nico Semsrott (* 11. März 1986 in Hamburg) ist ein deutscher Kabarettist, Satiriker, Slam-Poet und Politiker (parteilos, zuvor Die PARTEI). Von Juli 2019 bis Juli 2024 war er Mitglied des Europäischen Parlaments. Semsrott tritt als depressive Kunstfigur auf Poetry Slams, Kabarettbühnen und im Fernsehen auf.

## Werdegang

### Schulzeit und Studium
Während seiner Schulzeit an der Hamburger Sophie-Barat-Schule gehörte Semsrott zur Redaktion der Schülerzeitung Sophies Welt, die jedoch durch einen Beratungslehrer zensiert wurde. Nach einem Streit mit der Schulleitung gründete Semsrott gemeinsam mit seinem jüngeren Bruder, dem heutigen Journalisten Arne Semsrott, die eigenständige und später prämierte Schülerzeitung Sophies Unterwelt. Deren Verkauf wurde von der Schulleitung auf dem Schulgelände verboten, nach einer erfolgreichen Klage der Brüder Semsrott außerhalb des Schulgeländes jedoch gestattet.
Nach dem Abitur absolvierte Semsrott zwei journalistische Praktika sowie ein Praktikum bei der Berliner Schaubühne und verbrachte ein Freiwilliges soziales Jahr bei der Jungen Presse Hamburg. Da er zunächst abgewiesen worden war, klagte er sich anschließend an der Universität Hamburg für ein Studium der Soziologie und Geschichte ein, brach es jedoch nach sechs Wochen wieder ab.

### Comedy-Auftritte
Sein erstes Soloprogramm mit dem Titel Freude ist nur ein Mangel an Information hatte am 14. Juni 2012 in Hamburg Premiere. Ab 2014 war Semsrott mit einer ständig aktualisierten Fassung des Programms auf Tour, wobei der Titel durch den Zusatz „Update“ und eine jährlich um 0.5 erhöhte Versionsnummer ergänzt wurde. 2017 bis 2019 gehörte er zum Ensemble der heute-show im ZDF. Er stellte sich dabei dem Publikum als „Demotivationstrainer“ vor. Auch auf dem Stimmzettel zur Europawahl 2019 wurde dies als Beruf angegeben.
2019–2024 pausierte er seine Auftritte aufgrund seiner Tätigkeit als Abgeordneter.

## Politischer Werdegang

### Bundestagswahl 2017 (2017)
Semsrott führte zur Bundestagswahl 2017 als Spitzenkandidat die Berliner Landesliste der Partei Die PARTEI an, die dort 2,1 % der Stimmen erreichte.

### Mitglied des Europäischen Parlaments (2019 bis 2024)

#### Europawahl 2019
Bei der Europawahl 2019 kandidierte er für Die PARTEI auf Listenplatz 2 hinter Martin Sonneborn. Im Wahlkampf kritisierte er oft eine mangelhafte Auseinandersetzung älterer Politiker mit jüngeren Generationen, da diese weniger Gewicht hätten. So forderte er in einer satirischen Wahlwerbung ein „Höchstwahlalter“. Bei der Wahl am 26. Mai 2019 erreichte Die PARTEI in Deutschland 2,4 % der Stimmen. Damit errang Semsrott neben Sonneborn ein Mandat im Europäischen Parlament. Während Sonneborn sich wie in der Legislaturperiode zuvor entschied, fraktionslos zu bleiben, trat Semsrott der Fraktion Die Grünen/Europäische Freie Allianz bei. Für diese war er Mitglied im Haushaltskontrollausschuss sowie stellvertretendes Mitglied im Petitionsausschuss. Im April 2024 erschien Semsrotts Buch Brüssel sehen und sterben über seine Zeit im Europaparlament. Er schildert im Buch Machtmissbrauch, Intransparenz und seine Ohnmachtsgefühle. Zur Europawahl 2024 trat Semsrott nicht mehr an. Er schied im Juli 2024 aus dem Europaparlament aus.

#### Diebstahlserie im Europäischen Parlament
Durch Semsrott wurde eine Diebstahlserie im Europäischen Parlament während der COVID-19-Pandemie bekannt. Ein von ihm auf der Plattform YouTube veröffentlichtes Video, in dem er den Diebstahl und die Untätigkeit des zuständigen Sicherheitsdienstes thematisiert, fand internationale Resonanz.

### Austritt aus der PARTEI
Am 13. Januar 2021 gab Semsrott seinen Austritt aus der PARTEI bekannt. Sonneborn habe laut Semsrott seine „Verantwortung als Vorsitzender der PARTEI mit 50.000 Mitgliedern und zuletzt 900.000 Wähler*innen“ nicht ausreichend wahrgenommen, als er wiederholt nicht ernsthaft auf die Kritik an ihm reagiert habe. Vorausgegangen war eine Diskussion über einen Twitter-Post von Sonneborn, der als rassistisch empfunden wurde.
Der Medienjournalist Michael Hanfeld bewertete in der FAZ den Vorgang als das Ende des „Satireprojekts“ von Die PARTEI und kritisierte, dass Semsrott trotz Austritt sein EU-Mandat behalte. Hanfeld warf Semsrott zudem eine „engstirnige Borniertheit“ vor, „die Witze und Satire nur erträgt, wenn diese nicht auf Kosten der eigenen Weltanschauung und Peergroup gehen“.

## Privates
Semsrott leidet unter Depressionen. Im Juli 2021 machte Semsrott öffentlich, seit Mai 2020 eine anhaltende depressive Phase zu durchleben. Im November 2021 gab er dem Hörfunksender COSMO ein einstündiges Interview über seine Erkrankung.

## Auszeichnungen
- 2009: Gewinner NDR Comedy Contest
- 2010: Karl-Marx-Poesie-Preis[25]
- 2011: Bielefelder Kabarettpreis 2. Platz
- 2011: Stuttgarter Besen, Publikumspreis
- 2011: Kleines Passauer Scharfrichterbeil (3. Preis)
- 2011: Gewinner NDR Comedy Contest[26]
- 2012: Die Freiburger Leiter[27]
- 2014: Bayerischer Kabarettpreis, Senkrechtstarter
- 2017: Deutscher Kleinkunstpreis, Sparte Kleinkunst

## Schriften
- Brüssel sehen und sterben: wie ich im Europaparlament meinen Glauben an (fast) alles verloren habe. Rowohlt Polaris, Hamburg 2024, ISBN 978-3-499-01410-9.